# Nataša Urbančič
 Nataša Urbančič (Celje, 25. studenog 1945. – ?, 22. lipnja 2011.), slovenska atletičarka, natjecala se u bacanju koplja.
Nataša Urbančič je bila članica "Atletskoga društva Kladivar Cetis Celje", najbolja je slovenska bacačica koplja u povijesti. Za Jugoslaviju je nastupala na olimpijskim igrama u Ciudadu de México 1968. godine gdje je osvojla šesto mjesto, i u Münchenu 1972. godine, gdje je bila peta.
Najveći joj je uspjeh treće mjesto na Europskom prvenstvo u Rim 1974. godine kada je bacila koplje na 61,66 metara, što je bilo i slovenski rekord.
Između 1969. i 1974., bila je izabrana za Slovenski sportašicu godine. 1974. godine primila je najviše slovenske priznanje u sportu Bloudkovu nagradu.